# Hầu quyền

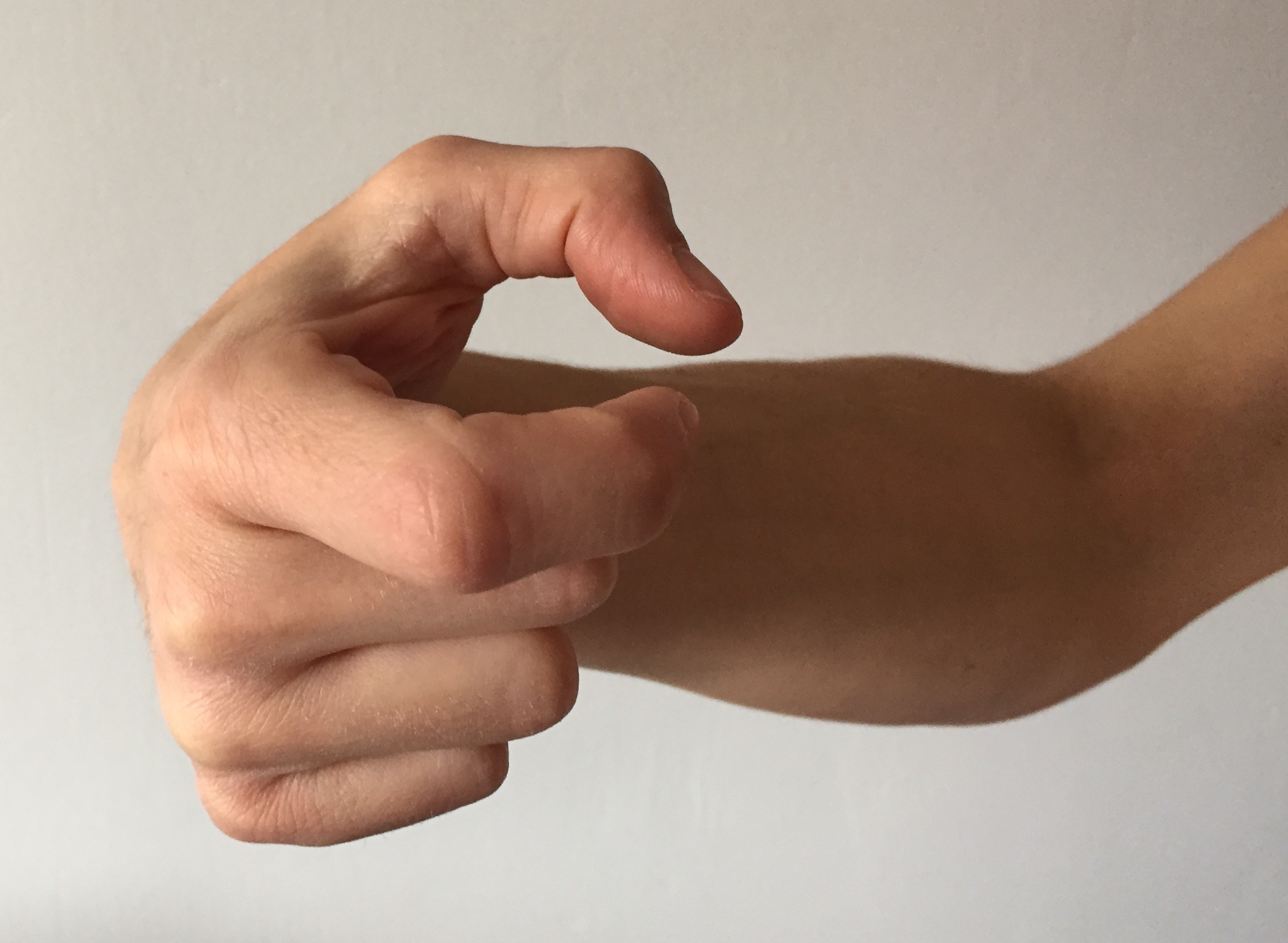
Hầu quyền

Hầu Quyền (猴拳) là một môn võ dựa theo thần thái, động tác, kỹ thuật chiến đấu của loài khỉ, nằm trong hệ thống các kỹ thuật được gọi là tượng hình quyền (hay "hình ý quyền linh thú"), mô phỏng các con thú. Trong "thập đại hình tượng" của Thiếu Lâm phái bao gồm Long (龍, rồng), Xà (蛇, rắn), Hổ (虎, hổ), Báo (豹, báo), Hạc (鶴, chim hạc), Sư (獅, sư tử), Tượng (象, voi), Mã (馬, ngựa), Hầu (猴, khỉ), Điêu (鵰, chim điêu) hoặc Kê (雞, gà), thì hầu quyền đứng hạng thứ 9. 

## Lịch sử
Truyền thuyết nói đến hầu quyền nhiều nhưng lai lịch, xuất xứ của môn võ này thì dường như bao quanh bởi một lớp sương mù. Có nhà nghiên cứu cho rằng chính Ngô Thừa Ân đã cảm tác nhân vật Tôn Ngộ Không từ hầu quyền và người xưa lại dùng tích Tôn Ngộ Không để đặt tên cho một số chiêu thức của hầu quyền. Nếu đúng như vậy, hầu quyền ra đời trước Ngô Thừa Ân hay cụ thể là trước Tây Du Ký. Tuy nhiên, những ý kiến ngược lại cũng dựa trên tên gọi một số chiêu thức để lập luận rằng Hầu quyền còn "trẻ hơn" Tôn Hành Giả rất nhiều.

## Đặc điểm quyền pháp
Là một hệ thống quyền thuật mô phỏng các vận động trong sinh hoạt, các động tác chiến đấu cũng như chiến thuật của loài khỉ đối phó với đồng loại hay các loài thú khác, hầu quyền chú trọng các kỹ thuật nhảy, nhào lộn, chụp bắt làm sở trường. Hầu quyền đòi hỏi ở người sử dụng sự phối hợp nhịp nhàng của thủ pháp, cước pháp và thân pháp linh động nhẹ nhàng. Các động tác của hầu quyền đều phụ thuộc vào tính linh hoạt, nhạy cảm của đôi mắt.
Người luyện hầu quyền thường phải hút môi lại khi thi triển công phu, thở bằng mũi, do đó việc luyện tập thở được nhấn mạnh trong bộ môn công phu này. Ngoài ra, để uyển chuyển và linh hoạt bay nhảy, người học hầu quyền phải học cả khinh công và khí công.
Hầu quyền áp dụng nguyên lý dĩ nhu chế cương, thường kết hợp né tránh linh hoạt và tấn công hiểm hóc. Chiêu thức trong hầu quyền thường nhắm vào các yếu huyệt của đối phương như Mi Tâm, Thái Dương, Đan Điền, Tâm Hoa v.v., khiến hầu quyền trở thành một trong những bộ môn quyền thuật ác hiểm nhất.

## Võ phái hầu quyền
Trung Hoa có một võ phái mang tên Đại Thánh bát quái môn, lấy các chiêu thức nền tảng là hầu quyền. Môn phái đặt tổng đàn tại Hồng Kông và phát triển tại nhiều nơi khác trên thế giới. Tại Việt Nam trước 1975 cũng có cao thủ hầu quyền học từ Đại Thánh bát quái môn tên là Trần Lâm. Trần Lâm qua đời để lại duy nhất một truyền nhân mang tên Trần Cẩu, hiện đã cao tuổi sống ở Nhơn Nghĩa Đường. Tại thành phố Huế, Việt Nam có tồn tại một môn phái có tên là Hồng phái-Hầu quyền đạo Việt Nam có nguồn gốc xuất xứ từ Hồng Phái Tây Tạng, được thành lập từ những năm 1975. Môn phái được phát triển mạnh từ những thập niên 1980. Đặc trưng của môn phái là nhu nhuyễn âm kình, nguyên lý âm dương tương tế, dĩ nhu chế cương. Môn phái Hầu Quyền này thuộc nội gia quyền, luyện nhu nhuyễn hao hao như Thái cực quyền. Tuy vậy, Hầu quyền đạo Việt Nam lại hoàn toàn khác biệt so với các loại Hầu quyền trên toàn thế giới như là Hầu quyền theo phái Thiếu Lâm của người Trung Hoa, Hầu quyền của môn số môn phái của Võ cổ truyền Việt Nam.